# Scooby-Doo (série télévisée d'animation)
Pour l'univers de la série, voir Scooby-Doo. Pour le personnage, voir Scooby-Doo (personnage).
Fantomatiquement vôtre, signé Scoubidou
Scooby-Doo, également connu sous les titres Scoubidou et Scooby-Doo, où es-tu ! (Scooby-Doo, Where Are You!), est une série télévisée d'animation américaine en 25 épisodes de 30 minutes, créée par Joe Ruby, Ken Spears, et diffusée entre le 13 septembre 1969 et le 31 octobre 1970 sur le réseau CBS.
En France, elle a été diffusée sous le titre Scoubidou à partir du 5 mars 1975 dans l'émission Les Visiteurs du Mercredi sur TF1. Rediffusion à partir de mars 1989 dans Croque-matin sur Antenne 2 ; en octobre 1989 dans Éric et Compagnie sur Antenne 2 puis du 3 juillet 1995 au 29 août 1996 dans Hanna-Barbera Dingue Dong sur France 2. Rediffusion du 29 mars 1998 au 19 novembre 1999 dans 1, 2, 3 Silex sur France 3, puis sous le titre Scooby-Doo, où es-tu ? (épisodes remasterisés) du 10 janvier 2004 au 22 avril 2006 dans Scooby-Gang  puis dans France Truc du 19 décembre 2005 au 2 mai 2006 et enfin dans Toowam en 2006 toujours sur France 3, entre 2003 et 2008 sur Boomerang et de novembre 2019 à 2023 sur Boing.
C'est la première des séries mettant en scène les personnages de Scooby-Doo et ses amis.

## Synopsis
À bord d’une camionnette, un van peint d'un décor psychédélique et baptisé « The Mystery Machine » , quatre jeunes gens, Sammy, Fred, Daphné et Véra, et un gros chien peureux mais adorable du nom de Scoubidou, sillonnent le pays et visitent maisons hantées et autres endroits mystérieux où ont lieu des apparitions pseudo-surnaturelles de tout genre. Les cinq amis finissent toujours par découvrir l'auteur des supercheries car il s'avère que les méfaits attribués à des monstres sont toujours l’œuvre d'humains déguisés. Scooby-Doo fait en général équipe avec Sammy. Tous les deux sont très peureux et cherchent continuellement de quoi manger. Ils se retrouvent souvent dans des situations cocasses : lorsque survient le moindre événement anormal, ils s'enfuient en catastrophe, provoquant des accidents accompagnés de gags qui finissent par servir le groupe dans son enquête…

## Liste des épisodes

### Saison 1
Saison 1 de Scooby-Doo, où es-tu ?
| N° | Titre VF                           |
| -- | ---------------------------------- |
| 1  | La Nuit du Chevalier Noir          |
| 2  | Élémentaire mon cher Scooby-Doo    |
| 3  | Pagaille au château                |
| 4  | Le Mystère de la mine              |
| 5  | L'Appât                            |
| 6  | Coquin de sort !                   |
| 7  | Malin comme un singe               |
| 8  | Du rire aux larmes                 |
| 9  | Colère en coulisses                |
| 10 | Quel cirque sous le chapiteau !    |
| 11 | La Calvacade des fantômes          |
| 12 | La Momie en folie                  |
| 13 | Sorcière, vous avez dit sorcière ? |
| 14 | Arrière, vaisseau fantôme !        |
| 15 | Le Fantôme de l'espace             |
| 16 | Nuit de frayeur, quelle terreur !  |
| 17 | L'Effroyable Fantôme des neiges    |

### Saison 2
Saison 2 de Scooby-Doo, où es-tu ?
| N° | Titre VF                           |
| -- | ---------------------------------- |
| 1  | Dr Jekyll et le fantôme de Mr Hyde |
| 2  | Bas les masques !                  |
| 3  | L'Insaisissable Passe-Muraille     |
| 4  | Le Show et l'Effroi                |
| 5  | Panique à la maison hantée         |
| 6  | Hawaï, paradis des fantômes        |
| 7  | Qui a peur du grand méchant loup ? |
| 8  | Un fantôme à la TV !               |

## Fiche technique

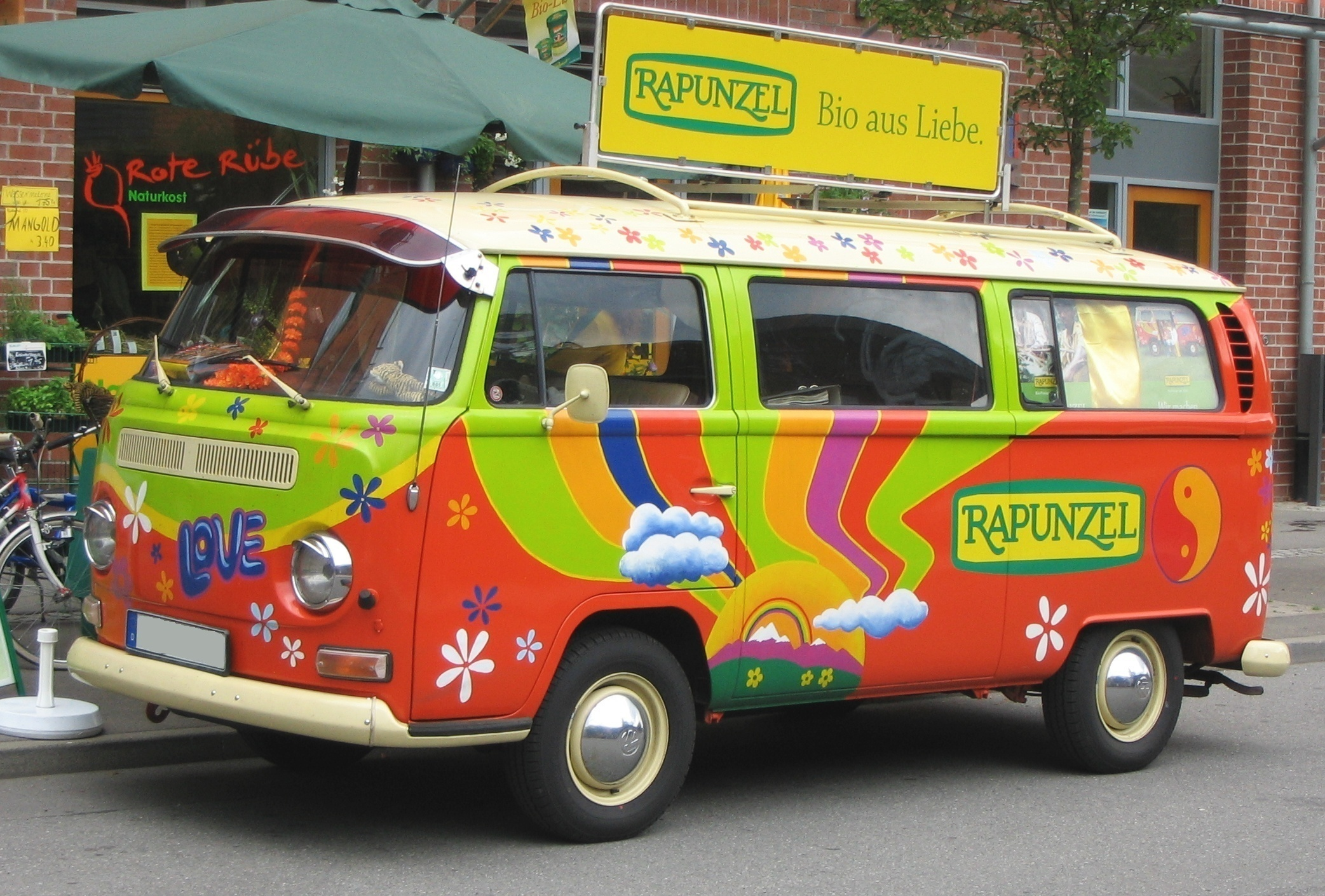
Type de camionnette (ici, une Volkswagen Combi) très colorée et à fleurs qui transporte le groupe d'amis.

- Titre original : Scooby-Doo, Where Are You!
- Titre français : Scoubidou puis Scooby-Doo ; Scooby-Doo, où es-tu ? (titre alternatif)
- Réalisation : Joseph Barbera, William Hanna
- Création : Joe Ruby, Ken Spears
- Scénario : Joe Ruby, Ken Spears, Bill Lutz, Larz Bourne, Tom Dagenais
- Création des personnages : Iwao Takamoto
- Musique : Ted Nichols et Will Schaefer
  - Générique : David Mook (musique) et Ben Raleigh (paroles), interprété par Larry Marks (saison 1) puis George Robertson Jr. (saison 2)[6]
- Production : Joseph Barbera, William Hanna
- Sociétés de production : Hanna-Barbera Productions
- Pays d'origine : États-Unis
- Langue : anglais
- Format : couleur - 35 mm - 1,33:1 - son mono
- Nombre d'épisodes : 25 (2 saisons)
- Durée : 25 minutes
- Dates de première diffusion :
  -  États-Unis : 13 septembre 1969
  -  France : 5 mars 1975

## Distribution

### Voix originales
- Don Messick : Scooby-Doo
- Casey Kasem : Shaggy Rogers (Sammy)
- Frank Welker : Fred Jones
- Stefanianna Christopherson (saison 1) ; Heather North (saison 2) : Daphné Blake
- Nicole Jaffe : Velma Dinkley (Véra)

### Voix françaises
- Pierre Collet : Scooby-doo
- Francis Lax : Sammy
- Bernard Murat : Fred
- Laurence Badie : Véra
- Claude Chantal : Daphné
- Jean-Henri Chambois : Voix additionnelles

## Production

### Genèse
À la fin des années 1960, Iwao Takamoto développe pour Hanna-Barbera un nouveau dessin animé autour d'un chien. Il dessine d'abord un chiot, semblable à ce que sera Scrappy-Doo quelques années plus tard. Cependant CBS refuse, lui préférant un chien adulte.

### Diffusion
Scooby-Doo, Where Are You! a fait ses débuts sur le réseau CBS le 13 septembre 1969 avec son premier épisode intitulé Le chevalier est de sortie (What a Night for a Knight). Dix-sept épisodes de Scooby-Doo ont été produits en 1969.
La chanson de la série a été écrite par David Mook et Ben Raleigh et interprétée par Larry Marks. En France, seule la version instrumentale a été utilisée lors des premières rediffusions. 
Les influences du feuilleton radiophonique I Love a Mystery (en) et de la série télévisée Dobie Gillis sont évidentes dans les premiers épisodes de la série. Mark Evanier, scénariste des séries Scooby-Doo et les bandes dessinées dans les années 1970 et 1980, a identifié chacun des quatre adolescents avec leur caractère correspondant à Dobie Gillis : « Fred a été fondée sur Dobie, Velma (Véra) sur Zelda, Daphné sur Thalia et Shaggy (Sammy) sur Maynard ». Les similitudes entre Sammy et Maynard sont les plus notables : les deux personnages partagent le même style beatnik (barbiche, coiffure…). Les rôles de chaque personnages sont fortement définis dans la série : Fred est le leader et le détective déterminé, Véra est très intelligente et a un esprit analytique, Daphné est la belle toujours en danger, et Sammy et Scooby-Doo sont plus motivés par la faim que par la volonté de résoudre des mystères. Dans les versions ultérieures de la série, les personnages évolueront légèrement, notamment dans le personnage de Daphné qui deviendra plus forte et capable de se défendre.
L'intrigue de chaque épisode repose sur une formule simple. Au début de l'épisode, le « Scooby Gang » apprend d'une façon ou d'une autre que des phénomènes mystérieux terrorisent la population. Les adolescents se proposent de résoudre le mystère. Après la récolte d'indices, suit une course-poursuite en musique complètement loufoque., Fred tend un piège (qui échoue) mais Véra résout l’énigme et ils parviennent à capturer le monstre qui n'est qu'un humain sous un costume. Celui-ci s'écrie souvent qu'il aurait réussi « sans une bande de gamins fouineurs ».
La première saison de Scooby-Doo, Where Are You! est un des succès de CBS et une deuxième saison est réalisée en 1970. Ces huit épisodes sont légèrement différents. Le ton est plus burlesque. Une nouvelle version du générique est enregistrée, chantée par Austin Roberts. Daphné n'est plus doublée par Stefanianna Christopherson mais par Heather North. Cette saison est aussi marquée par une tentative de présenter de vrais mystères avec plusieurs suspects et des indices. Les deux saisons sont accompagnées de rires pré-enregistrés, qui est la norme pratiquée aux États-Unis dans les séries de dessins animés des années 1960 et 1970. En 1976, la série est rediffusée sur American Broadcasting Company avec la seconde série et complétée de nouveaux épisodes.

## Sorties vidéo
Le 16 mars 2004, Warner Bros a publié les deux saisons de Scooby-Doo, Where Are You! aux États-Unis. Le 9 novembre 2010, Warner a republié la série dans un emballage spécial en forme de Mystery Machine.
- 16 mars 2004 : Scooby-Doo, Where Are You! The Complete First and Second Seasons (25 épisodes), 4 DVD, zone 1 (avec le français en langue principale)
- 27 janvier 2009 : Scooby-Doo, vol. 1 : La Chasse aux monstres (4 épisodes), 1 DVD, zone 2
- 5 mai 2009 : Scooby-Doo, vol. 2 : Un frisson dans l'obscurité (4 épisodes), 1 DVD, zone 2
- 4 septembre 2009 : Scooby-Doo, vol. 3 : Momie en cavale (4 épisodes), 1 DVD, zone 2
- 19 octobre 2010 :  Scooby-Doo, vol. 4 : Le Bayou hanté (4 épisodes), 1 DVD, zone 2
- 9 novembre 2010 : Scooby-Doo, Where Are You! The Complete Series (41 épisodes), 8 DVD, zone 1

Comprend Scooby-Doo, Where Are You! (25 épisodes) et Scooby's All-Stars (16 épisodes)